# Brad Miller
Bradley Alan Miller, detto Brad (Kendallville, 12 aprile 1976), è un ex cestista statunitense, 2 volte NBA All-Star che ha giocato per 6 franchigie della NBA nei ruoli di ala grande e centro.

## Carriera
Brad Miller nacque a Kendallville, Indiana dove frequentò la East Noble High School. Dopo essersi diplomato al Maine Central Institute, frequentò l'Università Purdue, situata a West Lafayette dove fece parte della squadra di pallacanestro, i Boilermakers, per quattro stagioni. Durante la sua carriera alla Purdue, divenne uno dei soli cinque giocatori a registrare almeno 800 rimbalzi e il primo giocatore nella storia della scuola a registrare almeno 1.500 punti, 800 rimbalzi e 250 assist. Successivamente si dichiarò eleggibile al Draft NBA 1998 dove non venne scelto da nessuna squadra.
Dopo il college, a causa della serrata della NBA, Miller iniziò la sua carriera nella Serie A italiana con la Bini Viaggi Livorno per tre mesi. Fu poi ingaggiato dagli Charlotte Hornets della NBA come free agent dove rimase per due stagioni. Alla vigilia della stagione 2000-01 firmò con i Chicago Bulls raddoppiando i suoi minuti di gioco e segnando in media 12,7 punti a partita. Nel febbraio 2002 venne scambiato dai Bulls insieme a Ron Mercer, Ron Artest e Kevin Ollie per Jalen Rose, Travis Best, Norman Richardson e una seconda scelta degli Indiana Pacers e chiuse la stagione con 15,1 punti e 8,2 rimbalzi a partita. Durante la sua prima ed unica stagione completa con i Pacers nel 2002-03, venne selezionato per giocare il suo primo NBA All-Star Game diventando uno dei primi giocatori non scelti al draft a diventare un All-Star insieme Ben Wallace nello stesso anno.
Nonostante la sua volontà di continuare la sua carriera coi Pacers, nel 2003-04 si accasò ai Sacramento Kings. Il 21 novembre 2003 Miller fece segnare la sua prima tripla doppia in carriera con 22 punti, 14 rimbalzi e 10 assist in una vittoria sugli Orlando Magic. Meno di un mese dopo, Miller registrò un'altra tripla doppia con 18 punti, 15 rimbalzi e 10 assist. Con medie di 14,1 punti e 10,3 rimbalzi nella sua prima stagione con i Kings, fu convocato per il suo secondo All-Star Game consecutivo. L'anno dopo apparve in sole 56 partite segnando comunque un record di carriera di 15,6 punti a partita. Il 2 febbraio 2005 Miller segnò un record personale di 38 punti con anche 17 rimbalzi in una vittoria sui Golden State Warriors. Anche nei playoff ottenne un record personale di 11,2 punti a partita, ma i Kings furono eliminati dai Seattle SuperSonics nel primo turno. A metà della stagione 2005-06 Miller divenne il primo centro da Sam Lacey nel 1981 a far registrare due consecutive doppie doppie in punti e assist. Dopo aver segnato un record di carriera di 1.182 punti durante la stagione, nel 2006-07 fece registrare medie inferiori dei precedenti cinque anni ma rimanendo comunque un giocatore fondamentale per i Kings. Il 10 aprile 2007 Miller registrò la sua terza tripla-doppia in carriera con 17 punti, 10 rimbalzi e un record di 11 assist. Il 14 gennaio 2009 Miller mise a referto la sua prima partita con almeno 30 punti e 20 rimbalzi con 30 punti e un record personale di 22 rimbalzi in una vittoria sugli Warriors. Miller terminò le sue cinque stagioni con i Kings, con una media di poco più di 13 punti, 8 rimbalzi e 4 assist a partita.

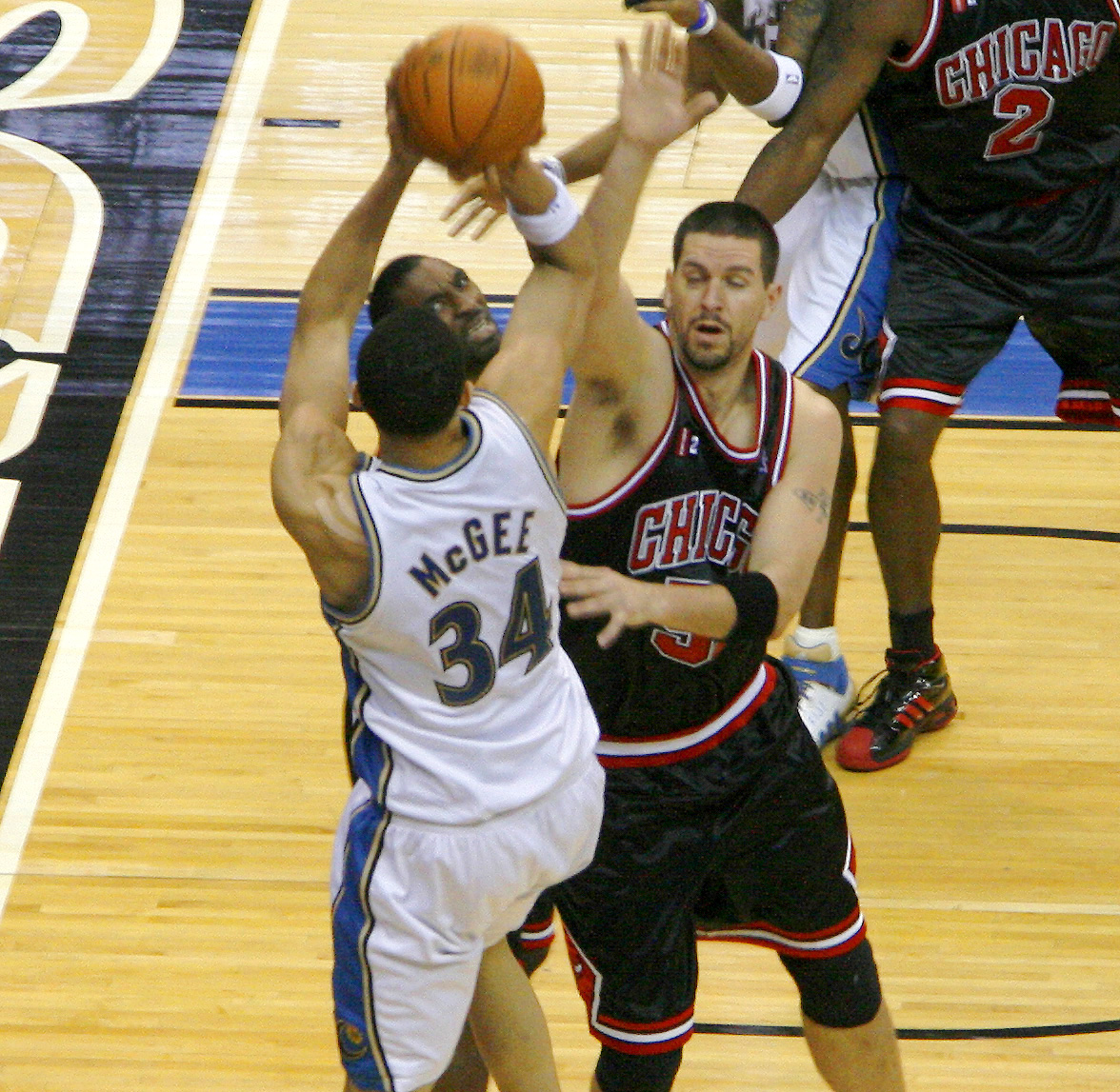
Miller in campo con i Chicago Bulls

Il 18 febbraio 2009 i Kings raggiunsero un accordo preliminare per cedere Miller e John Salmons ai Chicago Bulls in cambio di Drew Gooden, Andrés Nocioni, Michael Ruffin e Cedric Simmons dove giocò per un anno e mezzo come riserva di Joakim Noah. Il 17 luglio 2010 Miller firmò un contratto di tre anni con gli Houston Rockets del valore di 15 milioni di dollari come riserva di Yao Ming in caso quest'ultimo avesse subito un nuovo infortunio. Durante il draft NBA 2011 Miller venne scambiato coi Minnesota Timberwolves, insieme ai diritti di Nikola Mirotić, accordo che inviò i diritti di Donatas Motiejūnas e Jonny Flynn ai Rockets. Il 13 luglio 2012 Miller venne ceduto prima ai New Orleans Hornets e poi ai Phoenix Suns come parte uno scambio fra tre squadre il 27 luglio 2012. Miller venne tagliato dai Suns il 15 agosto 2012, quando il team firmò Jermaine O'Neal ritirandosi dall'attività agonistica. Con la Nazionale statunitense ha disputato i Mondiali del 1998 e del 2006, vincendo due medaglie di bronzo.

## Statistiche

### College
| Anno      | Squadra             | PG  | PT | MP   | TC%  | 3P%  | TL%  | RP  | AP  | PRP | SP  | PP   |
| --------- | ------------------- | --- | -- | ---- | ---- | ---- | ---- | --- | --- | --- | --- | ---- |
| 1994-1995 | Purdue Boilermakers | 32  | 18 | 17,9 | 58,2 | -    | 66,0 | 4,8 | 1,2 | 0,6 | 1,1 | 6,5  |
| 1995-1996 | Purdue Boilermakers | 32  | 1  | 21,3 | 51,8 | 16,7 | 73,8 | 4,9 | 1,4 | 1,0 | 0,8 | 9,6  |
| 1996-1997 | Purdue Boilermakers | 30  | 30 | 31,0 | 53,6 | 27,3 | 77,7 | 8,3 | 2,9 | 1,8 | 1,5 | 14,3 |
| 1997-1998 | Purdue Boilermakers | 34  | 32 | 29,2 | 63,2 | 30,0 | 78,0 | 8,9 | 2,5 | 1,2 | 1,6 | 17,2 |
| Carriera  | Carriera            | 128 | 81 | 24,8 | 57,2 | 25,9 | 75,4 | 6,7 | 2,0 | 1,1 | 1,3 | 12,0 |

### NBA

#### Regular season
| Anno      | Squadra            | PG  | PT  | MP   | TC%  | 3P%  | TL%  | RP   | AP  | PRP | SP  | PP   |
| --------- | ------------------ | --- | --- | ---- | ---- | ---- | ---- | ---- | --- | --- | --- | ---- |
| 1998-1999 | Charlotte Hornets  | 38  | 0   | 12,3 | 56,5 | 50,0 | 79,4 | 3,1  | 0,6 | 0,2 | 0,5 | 6,3  |
| 1999-2000 | Charlotte Hornets  | 55  | 4   | 17,5 | 46,1 | 0,0  | 78,5 | 5,3  | 0,8 | 0,4 | 0,6 | 7,7  |
| 2000-2001 | Chicago Bulls      | 57  | 45  | 25,2 | 43,5 | 20,0 | 74,3 | 7,4  | 1,9 | 0,6 | 0,7 | 8,9  |
| 2001-2002 | Chicago Bulls      | 48  | 47  | 29,0 | 46,0 | 50,0 | 75,1 | 8,4  | 2,1 | 1,1 | 0,6 | 12,7 |
| 2001-2002 | Indiana Pacers     | 28  | 28  | 31,1 | 56,2 | 33,3 | 82,3 | 7,9  | 1,8 | 0,9 | 0,4 | 15,1 |
| 2002-2003 | Indiana Pacers     | 73  | 72  | 31,1 | 49,3 | 31,3 | 81,8 | 8,3  | 2,6 | 0,9 | 0,6 | 13,1 |
| 2003-2004 | Sacramento Kings   | 72  | 53  | 36,4 | 51,0 | 31,6 | 77,8 | 10,3 | 4,3 | 0,9 | 1,2 | 14,1 |
| 2004-2005 | Sacramento Kings   | 56  | 56  | 37,3 | 52,4 | 26,3 | 81,2 | 9,3  | 3,9 | 1,2 | 1,2 | 15,6 |
| 2005-2006 | Sacramento Kings   | 79  | 79  | 37,0 | 49,5 | 38,6 | 82,8 | 7,8  | 4,7 | 0,8 | 0,8 | 15,0 |
| 2006-2007 | Sacramento Kings   | 63  | 56  | 28,3 | 45,3 | 15,2 | 77,2 | 6,4  | 3,6 | 0,6 | 0,6 | 9,0  |
| 2007-2008 | Sacramento Kings   | 72  | 72  | 34,9 | 46,3 | 31,1 | 84,8 | 9,5  | 3,7 | 1,0 | 1,0 | 13,4 |
| 2008-2009 | Sacramento Kings   | 43  | 43  | 31,5 | 47,4 | 46,5 | 80,1 | 8,0  | 3,4 | 0,7 | 0,6 | 11,9 |
| 2008-2009 | Chicago Bulls      | 27  | 0   | 27,6 | 47,8 | 23,1 | 85,3 | 7,4  | 3,2 | 0,8 | 0,4 | 11,8 |
| 2009-2010 | Chicago Bulls      | 82  | 37  | 23,8 | 43,0 | 28,0 | 82,7 | 4,9  | 1,9 | 0,5 | 0,4 | 8,8  |
| 2010-2011 | Houston Rockets    | 60  | 5   | 16,9 | 44,6 | 37,4 | 83,0 | 3,7  | 2,4 | 0,5 | 0,4 | 6,4  |
| 2011-2012 | Minnesota T'wolves | 15  | 1   | 9,7  | 33,3 | 46,7 | 83,3 | 1,3  | 1,6 | 0,3 | 0,1 | 2,3  |
| Carriera  | Carriera           | 868 | 598 | 28,3 | 48,0 | 33,0 | 80,4 | 7,1  | 2,8 | 0,7 | 0,7 | 11,2 |

#### Play-off
| Anno     | Squadra           | PG | PT | MP   | TC%  | 3P%  | TL%  | RP  | AP  | PRP | SP  | PP   |
| -------- | ----------------- | -- | -- | ---- | ---- | ---- | ---- | --- | --- | --- | --- | ---- |
| 2000     | Charlotte Hornets | 4  | 0  | 15,5 | 52,9 | -    | 80,0 | 3,3 | 0,8 | 0,0 | 0,8 | 7,5  |
| 2002     | Indiana Pacers    | 5  | 5  | 36,0 | 45,5 | -    | 80,0 | 9,8 | 1,4 | 0,8 | 0,4 | 11,2 |
| 2003     | Indiana Pacers    | 6  | 6  | 22,5 | 45,0 | -    | 72,7 | 5,5 | 2,5 | 0,8 | 0,0 | 8,7  |
| 2004     | Sacramento Kings  | 12 | 0  | 30,5 | 52,7 | 14,3 | 60,4 | 8,7 | 3,2 | 0,8 | 0,9 | 10,5 |
| 2005     | Sacramento Kings  | 5  | 4  | 27,8 | 57,5 | 0,0  | 71,4 | 3,8 | 3,2 | 0,2 | 0,6 | 11,2 |
| 2006     | Sacramento Kings  | 6  | 6  | 27,7 | 40,4 | 14,3 | 92,3 | 3,0 | 2,5 | 1,2 | 0,8 | 9,2  |
| 2009     | Chicago Bulls     | 7  | 0  | 26,6 | 47,1 | 71,4 | 79,2 | 7,9 | 1,3 | 0,3 | 0,9 | 10,3 |
| 2010     | Chicago Bulls     | 5  | 0  | 18,6 | 37,0 | 0,0  | 100  | 3,6 | 0,8 | 0,0 | 0,2 | 5,4  |
| Carriera | Carriera          | 50 | 21 | 26,5 | 47,8 | 25,9 | 74,2 | 6,2 | 2,1 | 0,6 | 0,6 | 9,5  |

## Palmarès
- 2 volte NBA All-Star (2003, 2004)